# Lorenzo Ferrero
Lorenzo Ferrero (Torino, 17 novembre 1951) è un compositore e librettista italiano.
Ha iniziato a comporre molto giovane ed è autore di più di cento composizioni, incluse dodici opere liriche, tre balletti, e numerosi lavori orchestrali, vocali, da camera e strumentali. Il suo linguaggio musicale è caratterizzato da eclettismo, versatilità stilistica e tendenze neo-tonali.

## Biografia
Ha studiato composizione dal 1969 al 1973 con Massimo Bruni ed Enore Zaffiri al Conservatorio di Torino, e filosofia con Gianni Vattimo e Massimo Mila all'Università di Torino, laureandosi in estetica nel 1974 con una tesi su John Cage.
I suoi iniziali interessi per la psicologia della percezione e la psicoacustica lo hanno portato in Francia all'IMEB, l'Istituto Internazionale di Musica Elettroacustica di Bourges, dove ha compiuto ricerche di musica elettronica tra il 1972 e il 1973, all'IRCAM di Parigi, e in Germania alla Musik/Dia/Licht/Film Galerie di Monaco, dal 1974.

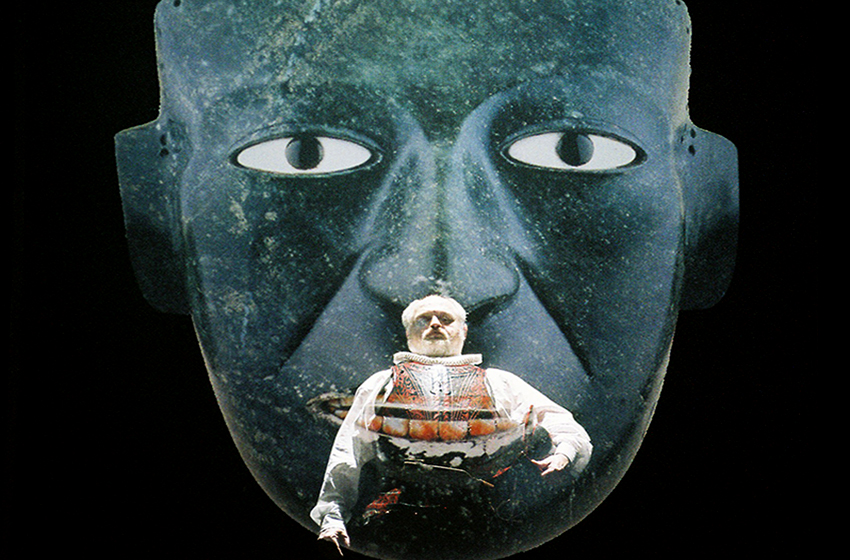
Scena dall'opera La Conquista, 2005

Lorenzo Ferrero ha ricevuto commissioni da numerosi festival e istituzioni, e i suoi lavori sono frequentemente eseguiti in Europa e Nord America, particolarmente in Italia, Germania, Francia, Gran Bretagna, Spagna, Finlandia, Russia, Repubblica Ceca e Stati Uniti. Le sue composizioni più conosciute sono le opere Marilyn, La figlia del mago, Mare nostro, Salvatore Giuliano, Charlotte Corday, La Conquista e Risorgimento!, il primo Concerto per pianoforte, il Triplo Concerto per violino, violoncello e pianoforte, la suite di sei poemi sinfonici La Nueva España, il ciclo vocale Canzoni d'amore, Parodia, Ostinato, Glamorama Spies, Capriccio per pianoforte e orchestra d'archi, Tempi di quartetto per quartetto d'archi, e il balletto Franca Florio, regina di Palermo. Nel 1986 ha partecipato al Prix Italia con La fuga di Foscolo. La sua musica è edita da Casa Ricordi Milano.
Attivo come organizzatore di manifestazioni artistiche, è stato direttore artistico del Festival Puccini di Torre del Lago (1980–84), dell’Unione musicale di Torino (1983–87), dell'Arena di Verona (1991–94), e della fiera Musica 2000. Nel 1999 è stato cofondatore e coordinatore artistico della Festa della Musica, una rassegna di musica classica, jazz e world music tenutasi a Milano, e quattro anni dopo è stato direttore generale del Ravello Festival. 

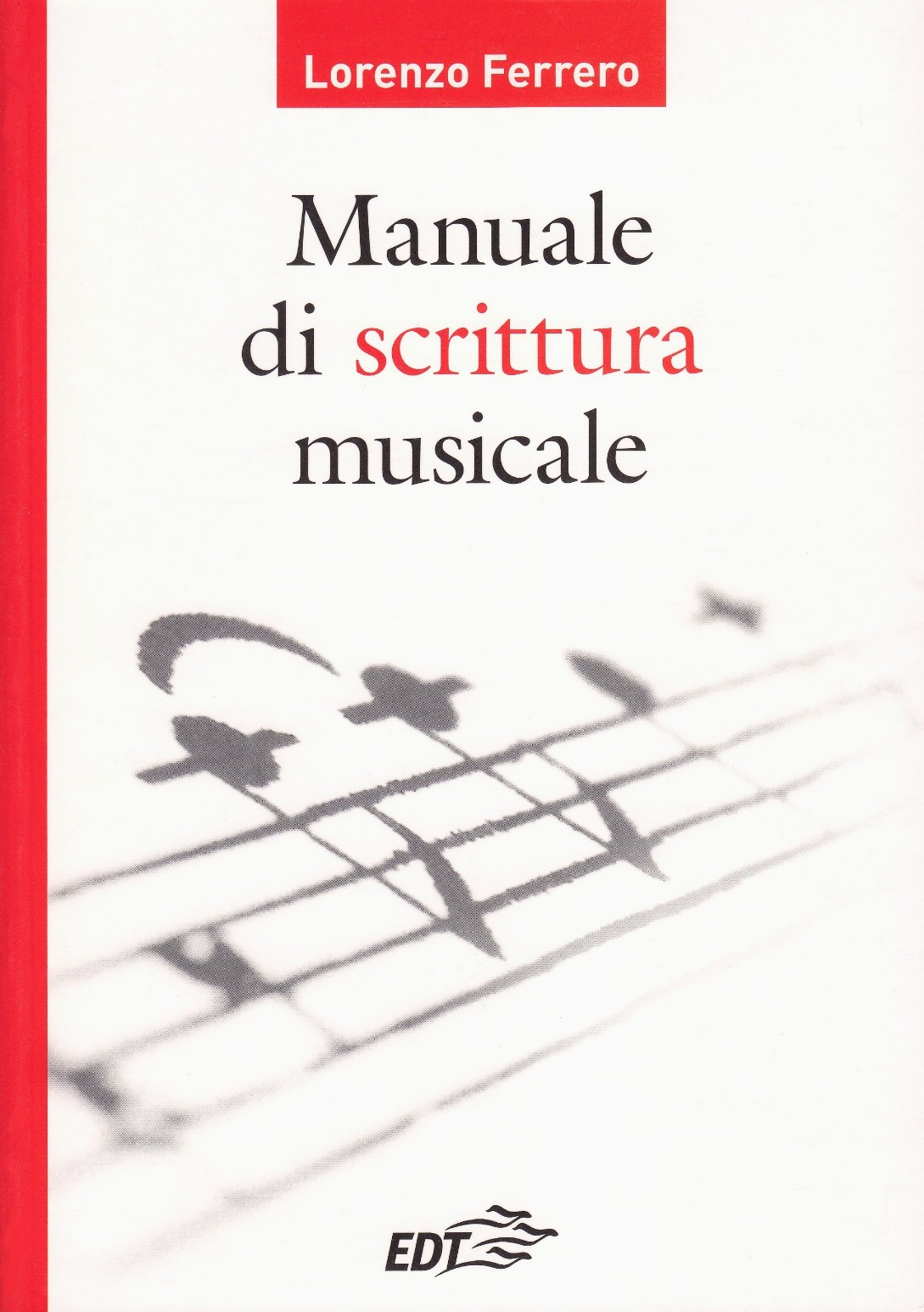

Dal 2007 al 2011 Ferrero è stato membro del consiglio di amministrazione e vicepresidente della SIAE, la Società Italiana di Autori ed Editori. Nello stesso anno ha pubblicato Manuale di scrittura musicale che descrive le regole di base di una corretta ed elegante scrittura sia dal punto di vista ortografico che grafico, con indicazioni pratiche indirizzate ai compositori, musicologi, insegnanti, studenti e correttori di bozze. Nel 2008 ha tradotto, rivisto e pubblicato Lo studio dell'orchestrazione, l'edizione italiana di The Study of Orchestration di Samuel Adler, un punto di riferimento fra i manuali di orchestrazione.
Lorenzo Ferrero ha insegnato composizione al Conservatorio di Milano dal 1980 al 2016. Ha insegnato anche al St. Mary's College of Maryland e alla LUISS Business School, un dipartimento della Libera università internazionale degli studi sociali Guido Carli di Roma. Inoltre, come membro dell'Unione Italiana di Compositori, Librettisti e Autori è stato cofondatore di ECSA (European Composer and Songwriter Alliance), e dal 2011 al 2017 è stato presidente del CIAM (Consiglio Internazionale degli Autori di Musica), di cui è oggi presidente onorario.
È citato nel New Grove Dictionary of Opera come "il compositore operistico di maggior successo della sua generazione in Italia” e nel New Penguin Opera Guide come "il principale esponente delle tendenze neo-tonali comuni a un certo numero di compositori della sua generazione, che si è fatto promotore di un teatro musicale di tipo narrativo che si propone di raggiungere un pubblico più vasto di quello raggiunto dagli eredi della tradizione modernista.”

## Opere
Oltre ai lavori originali elencati di seguito, Lorenzo Ferrero ha completato la  orchestrazione della terza versione dell'opera La rondine di Giacomo Puccini, rappresentata per la prima volta al Teatro Regio di Torino il 22 marzo 1994. Con un gruppo di altri sei compositori ha scritto il Requiem per le vittime della mafia, una  composizione collettiva per soli, coro e orchestra su un testo italiano di Vincenzo Consolo. Il requiem è stato eseguito per la prima volta nella Cattedrale di Palermo il 27 marzo 1993. Inoltre ha scritto la musica per la cerimonia inaugurale dei Campionati mondiali di sci alpino 1997, incluso l'inno ufficiale, musiche di scena (fra gli altri per Carmelo Bene), e una colonna sonora. Molti video di esecuzioni possono essere trovati su YouTube. Il musicologo inglese David Osmond-Smith ha descritto il suo stile come una "disinvolta sintesi di tradizioni classiche e pop [...] che non dimentica mai i suoi precursori del diciannovesimo secolo."

### Opere liriche
- Rimbaud, ou Le Fils du soleil (1978) Quasi un melodramma in tre atti
- Marilyn (1980) Scene degli anni ‘50 in due atti
- La figlia del mago (1981) Giocodramma melodioso in due atti
- Mare nostro (1985) Opera buffa in due atti
- Night (1985) Opera in un atto
- Salvatore Giuliano (1986) Opera in un atto
- Charlotte Corday (1989) Opera in tre atti
- Le Bleu-blanc-rouge et le noir (1989) Opera per marionette
- La nascita di Orfeo (1996) Azione musicale in un atto
- La Conquista (2005) Opera in due atti
- Le piccole storie: Ai margini delle guerre (2007) Opera da camera in un atto
- Risorgimento! (2011) Opera in un atto

### Balletto
- Invito a nozze (1978) Balletto
- Lotus Eaters (1985) Balletto
- Franca Florio, regina di Palermo (2007) Balletto in due atti

### Per orchestra
- Ellipse IV (Waldmusik) (1977) per ensemble folk ad libitum
- Romanza seconda (1977) per fagotto e orchestra d'archi
- Arioso (1977) per orchestra e live electronics
- Arioso II (1981) per grande orchestra
- Balletto (1981) per orchestra
- My Blues (1982) per orchestra d'archi
- Thema 44 (ad honorem J. Haydn) (1982) per piccola orchestra
- Ombres (1984) per orchestra e live electronics
- The Miracle (1985) suite per orchestra
- Intermezzo notturno da Mare nostro (1985) per piccola orchestra
- Intermezzo "Portella della Ginestra" da Salvatore Giuliano (1986) per orchestra
- Four Modern Dances (1990) per piccola orchestra
- Zaubermarsch (1990) per piccola orchestra
- Concerto per pianoforte e orchestra (1991)
- Paesaggio con figura (1994) per piccola orchestra
- Concerto per violino, violoncello, pianoforte e orchestra (1994–95)
- Palm Beach Overture (1995) per orchestra
- Capriccio (1996) per pianoforte e orchestra d'archi
- Three Baroque Buildings (1997) concertino per fagotto, tromba, e archi
- Championship Suite (1997) per grande orchestra
- Storie di neve (1997) musica per la cerimonia inaugurale dei Campionati mondiali di sci alpino 1997
- La Nueva España (1992–99), sei poemi sinfonici
  - La ruta de Cortés (1992)
  - La noche triste (1996)
  - Memoria del fuego (1998)
  - Presagios (1999)
  - El encuentro (1999)
  - La matanza del Templo Mayor (1999)
- Rastrelli in Saint Petersburg (2000) concertino per oboe e orchestra d'archi
- Two Cathedrals in the South (2001) concertino per tromba e orchestra d'archi
- Five Easy Pieces (2002) trascrizione per orchestra
- Guarini, the Master (2004) concertino per violino e orchestra d'archi
- DEsCH (2006) per oboe, fagotto, pianoforte e orchestra
- Quattro variazioni su un tema di Banchieri: 2 Agosto. Prima variazione (2008) per organo e orchestra
- Concerto per pianoforte e orchestra n. 2 (2009)
- Fantasy Suite No. 2 (2009) per violino e orchestra

### Da camera e strumentale
- Primavera che non vi rincresca (1971) per nastro magnetico
- Ellipse III (1974) per 4 esecutori o ensembles
- Siglied (1975) per orchestra da camera
- Romanza senza parole (1976) per ensemble da camera
- Adagio cantabile (1977) per ensemble da camera
- Variazioni sulla notte (1980) per chitarra
- Respiri (1982) per flauto e pianoforte
- Soleils (1982) per arpa
- Ellipse (1983) per flauto
- Onde (1983) per chitarra
- My Rock (1985) (versioni per pianoforte e per big band)
- Empty Stage (1985) per 4 clarinetti e pianoforte
- My Blues (1986) per flauto e pianoforte
- Passacaglia (1986) per flauto, clarinetto, e quartetto d'archi
- Ostinato (1987) per 6 violoncelli
- Parodia (1990) per ensemble da camera
- Discanto sulla musica sull'acqua di Handel (1990) per flauto, oboe, clarinetto, clarinetto basso, corno inglese e percussioni
- Cadenza (1990) per clarinetto e marimba
- Musica per un paesaggio (1990) per piccola orchestra
- Movimento americano (1992) per oboe, clarinetto, fagotto, e quartetto d'archi
- Ostinato (1993) versione per due violoncelli e archi
- Portrait (1994) per quartetto d'archi
- Seven Seconds (1995) per clarinetto, violino, e pianoforte
- Shadow Lines (1995) per flauto basso e live electronics
- My Piece of Africa (1996) per violino, viola, violoncello, e contrabasso
- Five Easy Pieces (1997) per flauto e pianoforte (da pianoforte solo)
- Tempi di quartetto (1996–98) per quartetto d'archi
- Glamorama Spies (1999) per flauto, clarinetto, violino, violoncello, e pianoforte
- Sonata (2000) per viola e pianoforte
- Moonlight Sonata (2001) per 5 percussioni
- Three Baroque Buildings in a Frame (2002) per flauto e quartetto d'archi
- Macuilli Mexihcateteouch - Five Aztec Gods (2005) per quartetto d'archi
- Haring at the Exhibition (2005) musica ambient (con Nicola Guiducci)
- Fantasy Suite (2007) per flauto, violoncello e pianoforte
- Freedom Variations (2008) per tromba e ensemble da camera
- Tourists and Oracles (2008) per 11 strumenti e pianoforte a 4 mani
- Three Simple Songs (2009) per flauto, clarinetto, violino, violoncello, e pianoforte
- Venice 1976 (A Parody) (2013) per flauto, clarinetto, violino, violoncello, e pianoforte
- Country Life (2015) per saxophone e pianoforte
- A Night in Nashville (2015) per saxophone e pianoforte

### Per pianoforte
- Aivlys (1977)
- My Rag (1982)
- My Blues (1982)
- My Rock (1983)
- Rock my Tango (1990)
- Five Easy Pieces (1994)
- Seven Portraits of the Same Person (1996)
- Op.111 - Bagatella su Beethoven (2009)

### Per organo e clavicembalo
- Ellipse II (1975) per clavicembalo/clavicordo
- A Red Wedding Dress (1998) per organo

### Musica corale e vocale
- Fawn (1969/70) per voce e sintetizzatore dal vivo
- Immigrati (1969/70) per voce e sintetizzatore dal vivo
- Ellipse III (1974) per 4 voci o cori
- Ghost Tantra (1975) per voce e sintetizzatore dal vivo
- Missa brevis (1975) per 5 voci e 2 sintetizzatori dal vivo
- Le Néant où l'on ne peut arriver (1976) oratorio per soli, coro misto e orchestra
- Non parto, non resto (1987) per coro misto
- Introito, parte del Requiem per le vittime della mafia (1993) per coro e orchestra
- Night of the Nite (1979) aria da Marilyn per soprano e pianoforte
- Canzoni d'amore (1985) per voce e ensemble da camera
- La fuga di Foscolo (1986) per 4 voci, narratore, e piccola orchestra
- Poi andrò in America (1986) aria da Salvatore Giuliano per voce e orchestra
- Ninna-nanna (1986) per tenore e pianoforte
- La Conquista (2006) suite sinfonico-corale
- Canti polacchi (2010) per coro femminile e orchestra (da Chopin)
- Senza parole (2012) per coro misto

### Musiche di scena
- Nebbia di latte (1987) per flauti e live electronics
- La cena delle beffe (1988) musiche di scena per Carmelo Bene
- Maschere (1993) per quartetto d'archi, per Le Massere di Carlo Goldoni
- Lontano dagli occhi (1999) per attore, 4 voci, e quartetto con pianoforte
- Mozart a Recanati (2006) per attrice, 1 voce, trio d'archi, clarinetto e pianoforte

### Colonna sonora
- Anemia (1985)

### Libri e saggi
- Lorenzo Ferrero, Manuale di scrittura musicale, Torino, EDT Srl, 2007.
- Lorenzo Ferrero (a cura di), Lo studio dell'orchestrazione, Torino, EDT Srl, 2008.
- Lorenzo Capellini, Nascita di un'opera: Salvatore Giuliano, Bologna, Nuova Alfa Editoriale, 1987.
- Piero Ostali (a cura di), Il Piccolo Marat: Storia e rivoluzione nel melodramma verista. Atti del terzo convegno di studi su Pietro Mascagni, Milano, Casa Musicale Sonzogno, 1990.
- (DE)  S. Harpner (a cura di), Über Musiktheater: Eine Festschrift, Monaco di Baviera, Ricordi, 1992.
- S. Pozzi (a cura di), La musica sacra nelle chiese cristiane, Bologna, Alfastudio, 2002.
- P. Donati ed E. Pacetti (a cura di), C'erano una volta nove oscillatori... Lo studio di fonologia della Rai di Milano nello sviluppo della nuova musica in Italia, Teche, Roma, RAI Teche; Milano: Scuole civiche di Milano, Fondazione di partecipazione, Accademia internazionale della musica, Istituto di ricerca musicale, Roma: RAI-ERI, 2002.
- P. Maurizi (a cura di), Quattordici interviste sul «nuovo teatro musicale» in Italia, Perugia, Morlacchi Editore, 2004.
- (EN)  Bálint ÁndrasVarga (a cura di), The Courage of Composers and the Tyranny of Taste: Reflections on New Music, Rochester, University of Rochester Press, 2017.
- S. Zurletti (a cura di), Ars nova. Ventuno compositori italiani di oggi raccontano la musica, Roma, Castelvecchi Editore, 2017.

## Discografia
| Anno | Titolo | Genere          | Etichetta discografica |
| ---- | --- | --------------- | ---------------------- |
| 1991 | Lorenzo Ferrero - Concerto per pianoforte e orchestra, Parodia, Ostinato, Canzoni d'amore                                                          | Musica classica | Nuova Era              |
| 1992 | Lorenzo Ferrero - Mare nostro | Musica classica | Ricordi                |
| 1998 | Lorenzo Ferrero - Different Views: La ruta de Cortés, La noche triste, Championship Suite, Palm Beach Overture                                     | Musica classica | BMG Ricordi            |
| 1999 | Lorenzo Ferrero - Capriccio per pianoforte e archi, Concerto per violino, violoncello, pianoforte e orchestra, Concerto per pianoforte e orchestra | Musica classica | BMG Ricordi            |
| 2000 | Lorenzo Ferrero - La Nueva España | Musica classica | Naxos                  |
| 2013 | Lorenzo Ferrero - Tempi di quartetto | Musica classica | Klanglogo              |
| 2020 | Lorenzo Ferrero - A Life in Waves: Four Modern Dances, Intermezzo Notturno, Parodia, Paesaggio con Figura, My Blues                                | Musica classica | Klanglogo              |
| 2021 | Lorenzo Ferrero – Baroque Revisited: Rastrelli in Saint Petersburg, Tree Baroque Buildings, Guarini, the Master, Two Cathedrals in the South       | Musica classica | Klanglogo              |

| Anno | Titolo                                                                              | Genere             | Etichetta discografica       |
| ---- | ----------------------------------------------------------------------------------- | ------------------ | ---------------------------- |
| 1972 | Musica Elettronica - Computer Music: Immigrati, Fawn                                | Musica elettronica | Compagnia Editoriale Pianeta |
| 1972 | Les Saisons: Primavera che non vi rincresca                                         | Musica elettronica | IMEB                         |
| 1976 | Steirischer Herbst - Ferrero-Neuwirth-Rühm: Le Néant où l'on ne peut arriver        | Musica classica    | ORF                          |
| 1983 | Marco Fumo - Piano in Rag: My Rag                                                   | Musica classica    | Fonit Cetra                  |
| 1983 | Fantasia su Roberto Fabbriciani: Ellipse                                            | Musica classica    | Philips                      |
| 1987 | Steirischer Herbst - Musikprotokoll 1987: Ostinato                                  | Musica classica    | ORF                          |
| 1991 | Davide Ficco - Autori Italiani Contemporanei: Onde                                  | Musica classica    | Oliphant                     |
| 1994 | Flavio Cucchi - Italian Guitar Music: Onde                                          | Musica classica    | Arc Music                    |
| 1995 | Dominique Visse - Songs for Seven Centuries: Mi palpita il cuore da Canzoni d'amore | Musica classica    | King Records                 |
| 2002 | Sentieri selvaggi - Bad Blood: Glamorama Spies                                      | Musica classica    | Sensible Records             |
| 2003 | Saxophone Colours - Italian & French music for saxophone and piano: My Blues        | Musica classica    | Stradivarius                 |
| 2004 | L'arte del funambolo - new Italian music for saxophone & piano: My Blues            | Musica classica    | Stradivarius                 |
| 2006 | Sentieri selvaggi - AC/DC: Glamorama Spies                                          | Musica classica    | Cantaloupe Music             |
| 2009 | Ex Novo Ensemble - Ex Novo Ensemble: Three Simple Songs                             | Musica classica    | Stradivarius                 |
| 2011 | Duo Alterno - La voce contemporanea in Italia: Canzoni d'amore                      | Musica classica    | Stradivarius                 |
| 2012 | Alberto Mesirca - ALBORADA Musica di autori italiani contemporanei: Onde            | Musica classica    | dotGuitar.It                 |
| 2017 | Mimmo Malandra - NOVOSAX Great Composers for Mimmo: Country Life                    | Musica classica    | Sterling Records             |

| Anno | Titolo | Genere             | Etichetta discografica |
| ---- | --- | ------------------ | ---------------------- |
| 1982 | Zeitgenössische Musik in der Bundesrepublik Deutschland, 1970-80: Glas-Spiele (come interprete)                                            | Musica elettronica | Harmonia mundi         |
| 1986 | Josef Anton Riedl - Klangfelder: Klangsynchronie II, Reaktion auf Komposition für Elektronische Klänge Nr. 2, Epiphyt II (come interprete) | Musica elettronica | Loft                   |
| 2009 | Josef Anton Riedl - Klangregionen 1951-2007: Mix Fontana Mix, Klangsynchronie I (come interprete)                                          | Musica elettronica | Edition RZ             |
| 2010 | Josef Anton Riedl - vielleicht-perhaps-peut-être: Glas-Spiele (come interprete)                                                            | Musica elettronica | Neos                   |

| Anno | Titolo | Genere          | Etichetta discografica |
| ---- | --- | --------------- | ---------------------- |
| 1995 | Christmas in Vienna III: Hark! The Herald Angels Sing, Noël d'autrefois, When A Child is Born, Carol of the Bells, Twelve Days of Christmas, Kumbayah, and A Very Private Christmas - Arrangiamento di Lorenzo Ferrero | Canto natalizio | Sony Classical         |
| 1997 | A Tenors Christmas: A Very Private Christmas - Arrangiamento di Lorenzo Ferrero | Canto natalizio | Sony Classical         |
| 1997 | Plácido Domingo - The Domingo Collection: The Student Prince: I'll walk with God - Arrangiamento di Lorenzo Ferrero | Canto natalizio | Sony Classical         |
| 1998 | The Best of Christmas in Vienna: Noël d'autrefois, When a Child is Born, Carol of the Bells, The Twelve Days of Christmas, Kumbayah - Arrangiamento di Lorenzo Ferrero                                                 | Canto natalizio | Sony Classical         |
| 1998 | I'll be Home for Christmas: Hark! The Herald Angels Sing, A Very Private Christmas, The Twelve Days of Christmas, Kumbayah - Arrangiamento di Lorenzo Ferrero                                                          | Canto natalizio | Sony Classical         |
| 2000 | Christmas All Over The World: Hark! The Herald Angels Sing - Arrangiamento di Lorenzo Ferrero | Canto natalizio | Sony Classical         |
| 2006 | Weihnachtszeit mit Holger Wemhoff: Hark! The Herald Angels Sing, When a Child is Born - Arrangiamento di Lorenzo Ferrero                                                                                               | Canto natalizio |                        |